# イリドイド
イリドイド（iridoid）は、二次代謝物の一種として多種多様な植物および動物にみられ、イソプレンより生合成されるモノテルペンで、多くの場合アルカロイド生合成の中間体である。化学的にはイリドイドは通常酸素などの複素6員環と融合した5員環からなる。イリドミルメクス属 (Iridomyrmex) のアリで防御化学物質として合成されるイリドミルメシンにより化学構造は例証され、はじめて単離されたことからイリドイドは名付けられた。

## 生合成

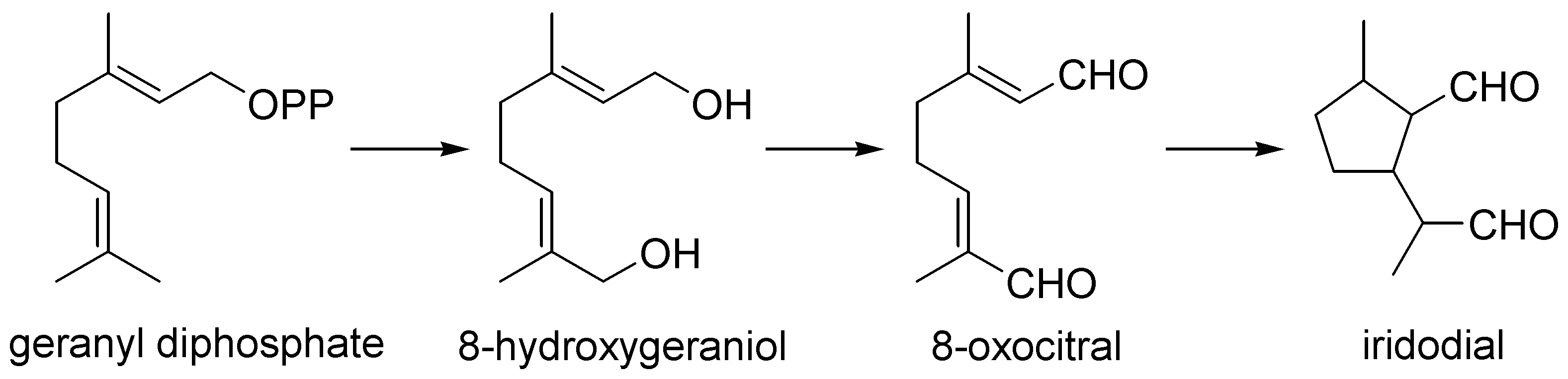
イリドジアールの生合成

モノテルペンの一種であり、ゲラニル二リン酸の末端メチル基がヒドロキシル化されて8-ヒドロキシゲラニオール（位置番号の付け方の違いで10-ヒドロキシゲラニオールと呼ばれることもある）、さらにアルコールが酸化されて8-オキソシトラール（10-オキソシトラール）を経て、環化反応によりイリドジアール（2-(1-ホルミルエチル)-5-メチルシクロペンタンカルバルデヒド）となってイリドイドの骨格が生合成されると考えられている。 この化合物がイリドイドの共通の生合成の中間体である。

## イリドイド類の種類と生理活性
イリドイドは配糖体として多くの薬用植物で見出され、それらが薬理活性と関与している可能性がある。単離された純粋なイリドイドには心臓血管、抗肝毒性、利胆、低血糖、鎮痛、抗炎症、抗変異原性、鎮痙、抗腫瘍、抗ウイルス、免疫調節、および下剤などの広範囲にわたる生理活性がある。また強い苦味を持つものが多くそれらは苦味配糖体にも分類される。
イリドイドの5員環が酸化的に開裂したタイプの化合物をセコイリドイドという。セコイリドイドはロガニンの5員環が酸化的に開裂したセコロガニンから生合成される。
セコロガニンはトリプトファンの脱炭酸によって生成するトリプタミンと縮合してストリクトシジンあるいはそのエピマーのビンコシドとなる。これらの化合物は多くのインドールアルカロイドの前駆体である。セコロガニンから生合成されるインドールアルカロイドには、血圧降下作用を持つレセルピンをはじめとするラウオルフィアアルカロイド、抗がん作用を持つビンブラスチンをはじめとするビンカアルカロイド、抗マラリア薬であるキニーネをはじめとするシンコナアルカロイドなどがある。
マタタビに含有されているマタタビラクトン類（イリドミルメシンやそのエピマー、ジヒドロネペタラクトンやそのエピマーの混合物）、イヌハッカに含まれているネペタラクトンなどもイリドイドの一種である。これらの化合物は通常のイリドイドの骨格から炭素数が1つ減少している。これらの化合物にはネコ科の動物を陶酔させる作用がある。
| イリドイド種類                | 含有する植物                                     | 生理活性                             |
| ----------------------------- | ------------------------------------------------ | ------------------------------------ |
| アウクビン                    | アオキ、オオバコ                                 | 神経保護、抗壊疽、抗炎症、抗菌       |
| カタルポール                  | ジオウ                                           | 抗壊疽、抗炎症、抗菌、神経保護作用   |
| ゲニポシド                    | クチナシ                                         | 抗肥満、抗腫瘍                       |
| ゲニポシド酸                  | オルデンランディア、トチュウ                     | LDL酸化抑制                          |
| スキャンドシド                | オルデンランディア、フタバムグラ                 | LDL酸化抑制                          |
| 脱アセチルアスペルロシド酸    | オルデンランディア、ノニ                         | LDL酸化抑制                          |
| ハルパゴシド                  | ハルパゴフィタム（デビルズクロー）               | 抗壊疽、抗炎症、抗菌                 |
| モロニシド                    | サンシュユ                                       | 神経保護作用                         |
| ロガニン                      | スイカズラ、サンシュユ、マチン（ストリキニーネ） | 神経保護作用、肝臓保護作用           |
| セコイリドイド オレウロペイン | オリーブ                                         | 肝臓保護作用、抗酸化作用、抗炎症作用 |
| ゲンチオピクロシド            | ゲンチアナ、センブリ、リュウタン                 | 抗酸化作用                           |
| スウェルチアマリン            | センブリ                                         | 脂質異常改善                         |

ロガニン
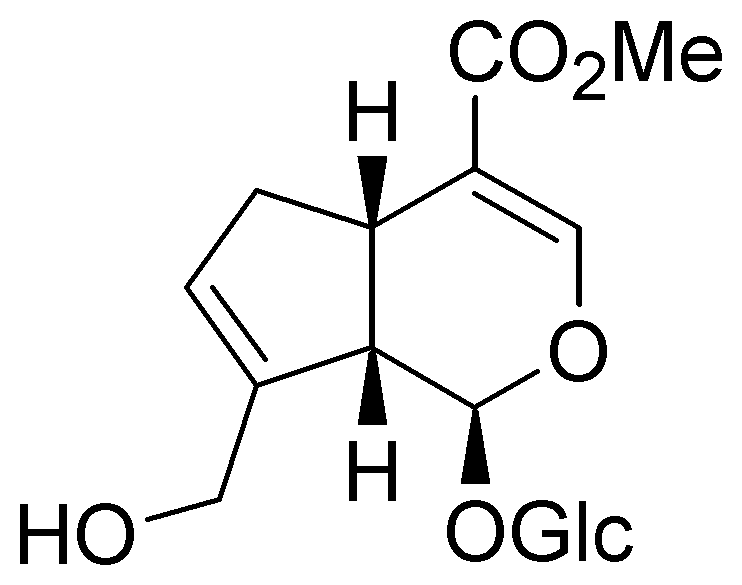
ゲニポシド（Glu はグルコシル基）
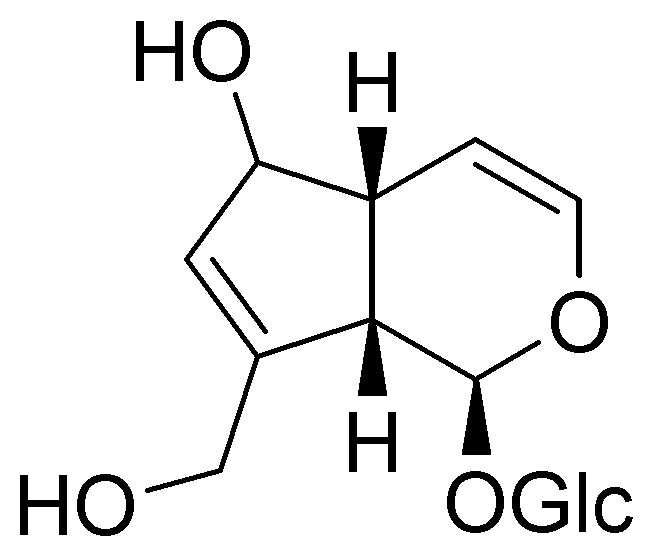
アウクビン
モロニシド
カタルポール
ハルパコシド
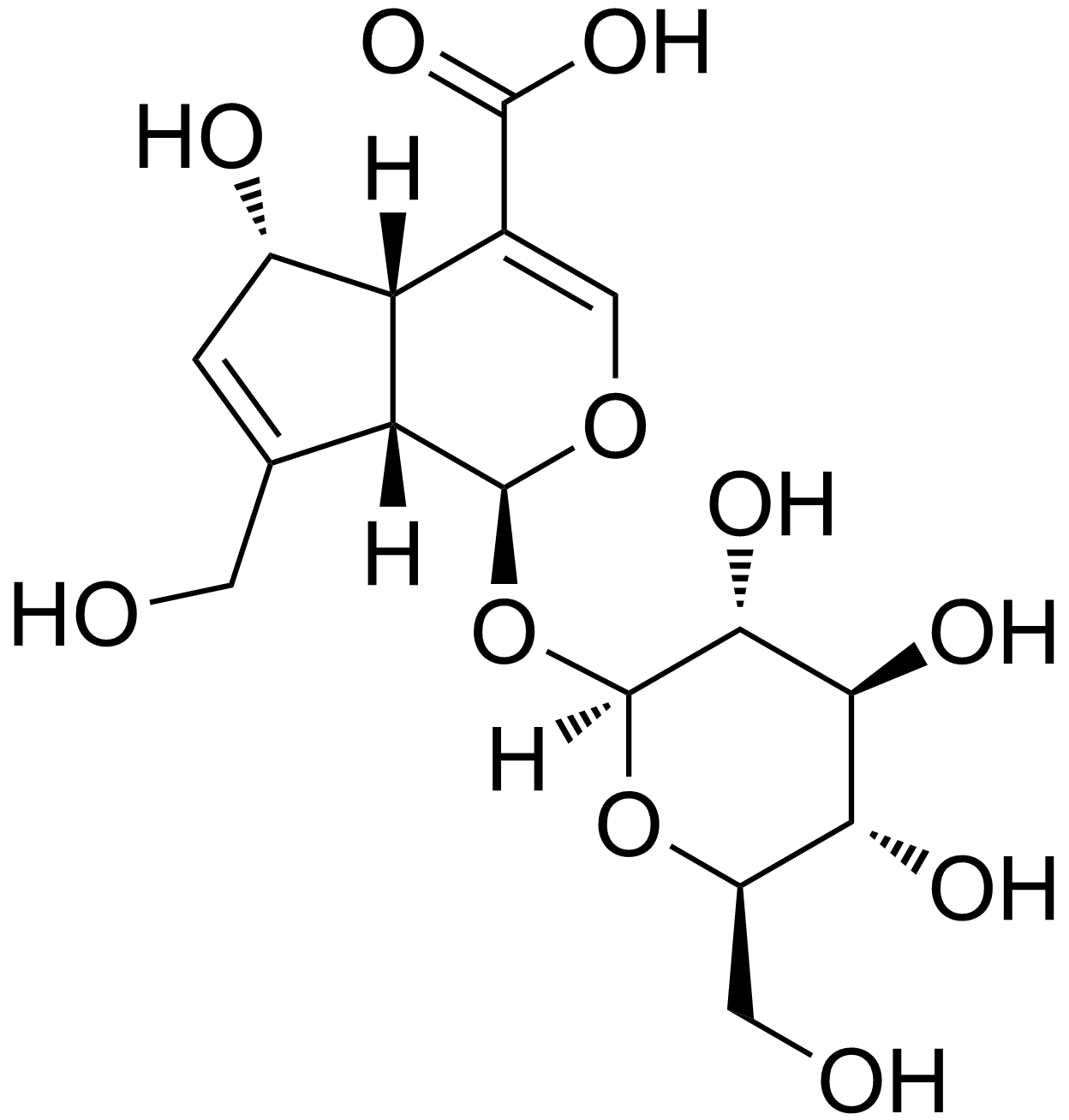
デアセチルアスペルロシド酸
スキャンドシド
ゲニポシド酸
イリドミルメシン
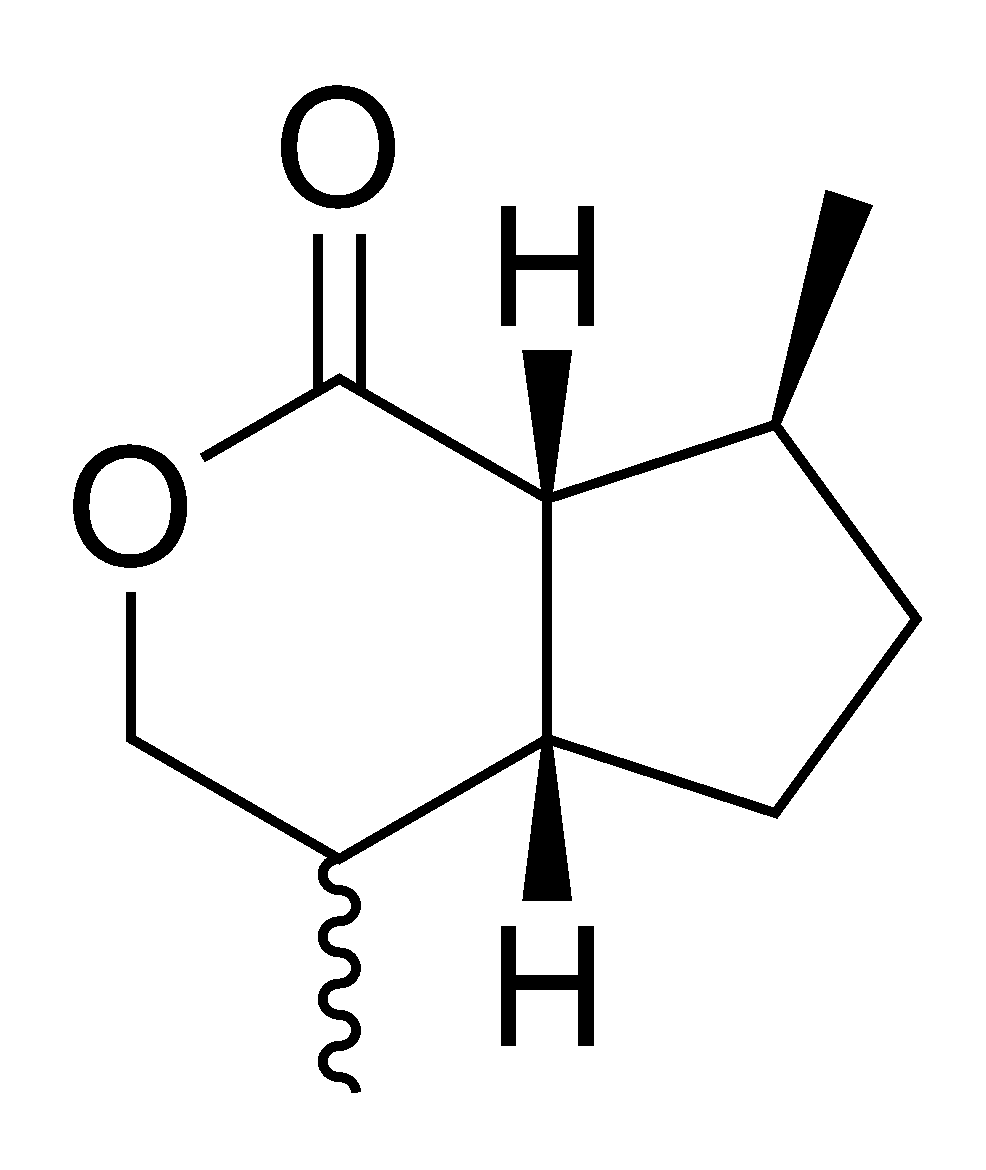
ジヒドロネペタラクトン
ネペタラクトン
スウェルチアマリン
ゲンチオピクロシド
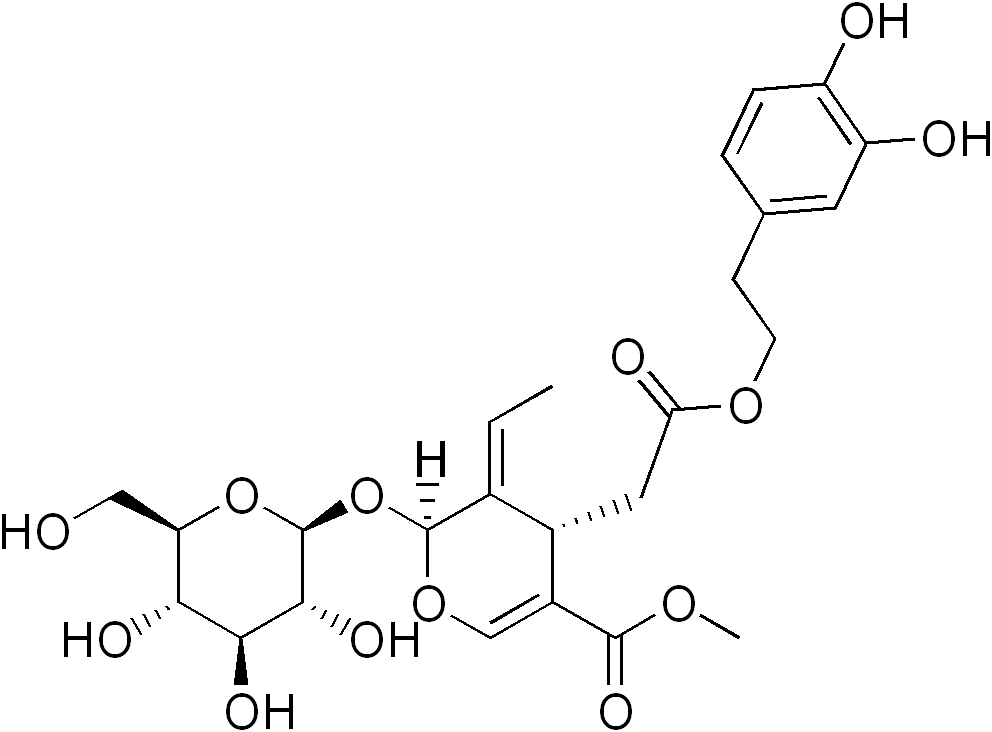
オレウロペイン
ストリクトシジン
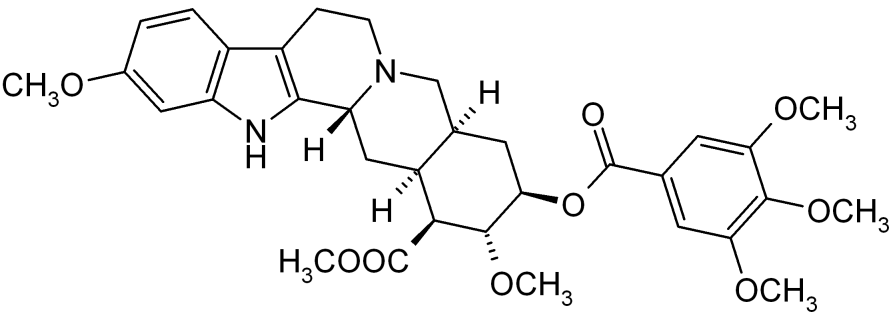
レセルピン
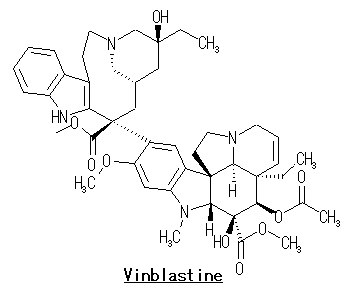
ビンブラスチン
キニーネ